# Landsmeer Lions (féminines)
Ne doit pas être confondu avec Landsmeer Lions (masculins).
Les Landsmeer Lions, TopKip Lions pour des raisons de sponsoring, sont un club de basket-ball féminin néerlandais basé à Landsmeer.

## Historique

### Évolution du nom
- Depuis 1971 : Landsmeer Lions
  - Jusqu'en 2013: ProBuild Lions (Partenariat avec ProBuild)
  - 2013-2021 : Loon Lions (Partenariat avec Loon Salarissoftware)
  - Depuis 2022 : TopKip Lions (Partenariat avec TopKip)

## Palmarès
Championnat des Pays-Bas
- Champion (6) : 2001, 2007, 2010, 2012, 2013, 2016
- Vice-champion : 2024

Coupe des Pays-Bas (nl)
- Vainqueur (6) : 2006, 2008, 2009, 2010, 2013, 2019
- Finaliste : 2011, 2012, 2023, 2024

Supercoupe des Pays-Bas (nl)
- Vainqueur (6) : 2009, 2010, 2011, 2012, 2013, 2016
- Finaliste : 2019, 2024